# James Doohan
James Montgomery „Jimmy” Doohan (n. 3 martie 1920, Vancouver, Columbia Britanică, Canada – d. 20 iulie 2005, Redmond, Washington) a fost un actor canadian și actor de voce cel mai bine cunoscut pentru rolul său Montgomery „Scotty” Scott din franciza Star Trek. Caracterizarea lui Doohan ca inginer-șef scoțian pe nava spațială USS Enterprise este unul dintre elementele cele mai recunoscute din franciza Star Trek, pentru care a avut, de asemenea, mai multe contribuții în spatele scenei. Multe dintre caracterizările, manierele și expresiile pe care Scotty și alte personaje Star Trek le-au avut au prins rădăcini puternice în cultura populară.